# 目露凶光
《目露凶光》是一部1999年香港驚悚犯罪片，由林嶺東導演，馬偉豪和何文龍編劇，梁家輝、劉青雲和郭藹明主演。

## 故事簡介
1967年，山景酒店發生滅門命案。店主是一個喜歡玩字畫、聽舊歌和飲酒的人，他先在酒醉後殺妻，後與三歲兒子吞老鼠藥自殺。
1999年的今日，電腦印刷專家馬文信 (劉青雲飾) 下班後被神秘匪徒綁架，但家人及女友Amy (郭靄明飾) 均收不到任何勒索電話。兩日後在山景酒店發現信被倒吊房間中，全身傷痕。文信被救回後，性情變得古怪，脾氣變得暴躁，而且慢慢開始感染飲酒和聽舊歌的習慣。Amy為此擔心不已，決定要去他被綁架的鬼屋查探真相，探員Pit （梁家輝飾) 接手調查此案，他和Amy 一起去鬼屋，被文信誤會他們的關系，三人發生沖突。另一方面，Pit在文信汽車的後座上發現神秘血漬，各方面的線索，使得Pit懷疑文信與匪徒合謀盜印偽鈔。當他趕至現場時，由於匪徒和文信內哄，文信在混亂槍戰中逃走。文信拿著鈔票回家欲與 Amy遠走高飛，但遭 Amy拒絕，並勸他自首……

## 角色介紹
| 演員   | 角色        | 備註                           |
| 劉青雲 | 馬文信      |                                |
| 梁家輝 | Pit Kwan    |                                |
| 郭藹明 | Amy Fu      | 馬文信女友                     |
| 黎耀祥 | Bee         | 槍戰中遭阿勝殺害               |
| 鄒兆龍 | 阿勝        | 貴叔手下                       |
| 關寶慧 | 阿寶        |                                |
| 許紹雄 | 義哥        |                                |
| 李煒尚 |             | 警察                           |
| 趙潤勤 | 黎sir       |                                |
| 李耀明 | 貴叔        | 匪徒首領                       |
| 江富強 | 阿明        | 警察                           |
| 王均康 | 禿頭        | 貴叔手下                       |
| 關秀媚 | Grace       | Pit Kwan太太                   |
| 鍾景輝 | 李主席      |                                |
| 林小湛 |             | 李主席太太                     |
| 譚詩敏 | Crystal Lau | 馬文信同學，任職香港金融管理局 |
| 馬德鐘 |             |                                |
| 馬偉豪 |             |                                |
| 黃華和 | 老黃        | 印鈔廠保安                     |
| 曾守明 | 漢哥        | 印鈔廠保安                     |
| 莫偉文 |             | 車禍車主                       |
| 陳寶駿 |             | 酒吧侍應                       |
| 駱維權 |             |                                |
| 羅偉佳 |             | 車禍車主                       |
| 曾健勇 |             | 警察                           |
| 王文駿 |             | 警察                           |
| 黃志宏 |             | 警察                           |
| 譚幹聰 |             | 警察                           |
| 謝振邦 |             |                                |
| 唐萍   | 萍姐        |                                |
| 張耀輝 |             | 停車場看更，遭匪徒撞死         |

## 獎項
| 頒獎典禮                  | 獎項         | 名字          | 結果 |
| ------------------------- | ------------ | ------------- | ---- |
| 第19屆香港電影金像獎      | 最佳導演     | 林嶺東        | 提名 |
| 第19屆香港電影金像獎      | 最佳男主角   | 劉青雲        | 提名 |
| 第19屆香港電影金像獎      | 最佳攝影     | Ross Clarkson | 提名 |
| 第19屆香港電影金像獎      | 最佳音響效果 | 卓寶怡        | 提名 |
| 第36屆金馬獎              | 最佳劇情片   |               | 提名 |
| 第36屆金馬獎              | 最佳導演     | 林嶺東        | 提名 |
| 第36屆金馬獎              | 最佳男主角   | 劉青雲        | 提名 |
| 第36屆金馬獎              | 最佳攝影     | 羅斯          | 提名 |
| 第36屆金馬獎              | 最佳剪輯     | 陳志偉        | 提名 |
| 第36屆金馬獎              | 最佳音效     | 卓保怡        | 提名 |
| 第6屆香港電影評論學會大獎 | 最佳電影     |               | 提名 |
| 第6屆香港電影評論學會大獎 | 最佳導演     | 林嶺東        | 提名 |
| 第6屆香港電影評論學會大獎 | 最佳男演員   | 劉青雲        | 提名 |
| 第6屆香港電影評論學會大獎 | 推薦電影     |               | 獲獎 |

## 外部連結
- 香港影庫上《目露凶光》的資料（繁體中文）
- 互联网电影数据库（IMDb）上《目露凶光》的资料（英文）
- 爛番茄上《目露凶光》的資料（英文）
- 豆瓣电影上《目露凶光》的資料 （简体中文）
- 时光网上《目露凶光》的資料（简体中文）